# Rugby a 15 nel 1955
Nel 1955 sono da ricordare:
- La prima partita dell'Italia a Twickenham contro la selezione delle London Counties. La seconda vi sarà solo nel 1985.
- L'incontro celebrativo per il 75º anniversario della federazione gallese, tra il Galles e i British Lions
- Il tour dei British Lions in Africa.

## Attività internazionale

### Incontri celebrativi
Oltre al citato incontro di Cardiff, si disputa un incontro tra due selezioni miste britanniche per celebrare l'ampliamento dello stadio di Lansdowne Road a Dublino.
| Cardiff 22 ottobre 1955 | Galles XV | 17 – 20 | Isole Britanniche XV | Arms Park |

| Dublino 31 ottobre 1955 | Inghilterra Galles | 18 – 15 | Irlanda Scozia | (Lansdowne Road |

## Altri test
| Hannover 10 aprile 1955 | Germania | 0 – 16 | Francia XV |  |

| Barcellona 14 aprile 1955 | Spagna | 5 – 5 | Royal Air Force |  |

| Brno 20 aprile 1955 | Cecoslovacchia | 0 – 3 | Romania |  |

| Limoges 25 aprile 1955 | Francia XV | 50 – 6 | Spagna |  |

| Bruxelles 24 novembre 1955 | Belgio | 0 – 30 | Royal Air Force |  |

| 1955 | Kenya | 11 – 3 | Tanganica |  |

| Bulawayo 1955 | Rhodesia | 9 – 18 | Sudafrica Junior |  |

| Bangkok 1955 | Thailandia | 6 – 47 | Malaysia |  |

## La Nazionale Italiana
- L'Italia si aggiudica a sorpresa il torneo di Tolosa ,dove batte la nazionale militare francese.

| Tolosa marzo 1955 | Tolosa | 3 – 6 | Italia XV |  |

| Tolosa marzo 1955 | Francia Militare | 3 – 14 | Italia XV |  |

Test Internazionalidopo un facile match con la Germania, gli azzurri si recano a Grenoble, dove affrontano, per la prima volta dal 1937 la prima squadra francese, subendo un pesante rovescio.
| Arbitro: | Georges Lafitte |

| |           |                                        |
| 9' c.p. Taveggia 17' m. e tr. Taveggia 21' m. Aiolfi tr. Comin 41' m. Stievano 57' c.p. Taveggia 80' m. Barbini tr. Comin | Marcatori | 33' m. Wesch 76' m. Alberts tr. Eggers |

| Arbitro: | H.B. Elliot |

| |           |  |
| 5' e 30' c.p. Vannier 32' m. Rancoule 37' m. Dafau tr. vannier 50' m. Boulon tr. Vannier 75' m. Rancoule tr. Vannier | Marcatori |  |

| Arbitro: | Geroges Lafitte |

|                                                                                   |           |                                       |
| 19' m. Barbini 40' 50' c.p. Perrini 77' m. Pisaneschi tr. Comin 80'+1' c.p. Comin | Marcatori | 52' c.p. Vondracek 80' c.p. Vondracek |

- Le "London Counties" erano all'epoca una vera e propria selezione intercontinentale: vi giocavano tutti i migliori giocatori delle squadre londinesi. Vi erano nazionali Inglesi, Scozzesi, Irlandesi, Gallesi e anche il sudafricano Elgie.

Giocare contro di essi a Twickenham era un grande onore e fu il momento massimo della nazionale italiana negli anni 50. L'interesse britannico, ma anche francese, verso l'Italia era però volto più a controbattere l'espansionismo del rugby league, che ad un vero e proprio desiderio di espandere i confini del rugby d'élite al di fuori dai paesi anglosassoni e della Francia.
| Londra 16 aprile 1955 | London Counties | 22 – 11                                                 | Italia XV | (Twickenham) |
| \| \| \| \| \| 12' m. Johnson tr. Davies 23' c.p. Davies 28' mm.Elgie 35' m. Roberts tr. Davies 46' c.p. Davies 79' m. Roberts \| Marcatori \| 9' m. Aiolfi tr. Marini 75' c.p. Taveggia 77' m. Silini \| |                 |                                                         |           |              |
| |                 |                                                         |           |              |
| 12' m. Johnson tr. Davies 23' c.p. Davies 28' mm.Elgie 35' m. Roberts tr. Davies 46' c.p. Davies 79' m. Roberts                                                                                           | Marcatori       | 9' m. Aiolfi tr. Marini 75' c.p. Taveggia 77' m. Silini |           |              |

Giochi del Mediterraneo 1955Superando la Spagna e perdendo contro una selezione francese, gli azzurri conquistando il secondo posto ai Giochi del Mediterraneo, dietro la Francia.
| Arbitro: | Angel Siccardi |

|  |           |                                             |
|  | Marcatori | 59' m. Percudani 66' m. L.Luise tr. Barbini |

| Arbitro: | H.Elliot |

|                                               |           |                                                                                         |
| 55' c.p. Perrini 78' m. Percudani tr. Perrini | Marcatori | 30' m. Chevalier 42' m. Lepatey tr. Vennier 56' m.Toreille 62' m. Escoffier tr. Vannier |

Espulsi al 62' J.Prat e Taveggia 

## I Barbarians
Nel 1955 la squadra ad inviti dei Barbarians ha disputato i seguenti incontri:
| Bedford 3 marzo 1955 | East Midlands | 3 – 17 | Barbarians |  |

| Penarth 8 aprile 1955 | Penarth RFC | 3 – 3 | Barbarians |  |

| Cardiff 9 aprile 1955 | Cardiff RFC | 3 – 6 | Barbarians | Arms Park |

| Swansea 11 aprile 1955 | Swansea RFC | 3 – 6 | Barbarians | Saint Helen's |

| Newport 12 aprile 1955 | Newport RFC | 14 – 14 | Barbarians | Rodney Parade |

| Leicester 27 dicembre 1955 | Leicester Tigers | 3 – 12 | Barbarians | Welford Road |

## Campionati nazionali
| Sudafrica            | Currie Cup               | non assegnata     |
| Nuovo Galles del Sud | Shute Shield             | Sydney University |
| Argentina            | Camp. di Buenos Aires    | CASI              |
|                      | Argentino                | Capital           |
| Francia              | Campionato 1954-55       | Perpignan         |
|                      | Challenge Yves du Manoir | Perpignan         |
| Inghilterra          | Campionato delle Contee  | Lancashire        |
| Italia               | Campionato               | Parma             |
| Romania              | Campionato               | Grivitza Rose     |